# Dagzê
Dagzê, Dazi (tyb. སྟག་རྩེ་ཆུས།, Wylie: stag rtse chus, ZWPY: Dagzê Qü; chiń. upr. 达孜区; pinyin Dázī qū) – dzielnica w centralnej części Tybetańskiego Regionu Autonomicznego, w prefekturze Lhasa. W 1999 roku, Dagzê liczył 25 445 mieszkańców.